# Zempléni-hegység
A Zempléni-hegység vagy Tokaji-hegység a Bodrog és a Hernád között húzódó Eperjes–Tokaji-hegység déli, Magyarországon található része. A Nagy-Milictől Tokajig húzódik. Különböző sajátosságokkal bíró életközösségei gazdag és változatos növényvilágnak adnak otthont, amelyek közt számos védett növényfaj akad.

## Elnevezés
A hegységet hivatalosan Zempléni-hegységnek, a földtani irodalomban Tokaji-hegységnek nevezik. Ez utóbbi pontosabbnak tekinthető, mivel a hegység keleti fele található csak Zemplénben, a nyugati Abaúj területére esik, a névadó Zemplén település pedig ma Szlovákiában található. A Zempléni-hegység elnevezés az I. világháború után kezdett elterjedni, először a turistatérképeken.

## Élővilága

### Flórája
A Zempléni-hegység területén élő növényfajok a következők: mezei juhar (Acer campestre), korai juhar (Acer platanoides), tatár juhar (Acer tataricum), kenyérbélcickafark (Achillea ptarmica), méregölő sisakvirág (Aconitum anthora), kárpáti sisakvirág (Aconitum molda-vicum), tavaszi hérics (Adonis vernalis), fehér tippan (Agrostis stolonifera), kányazsombor (Alliaria petiolata), hegyi hagyma (Allium montanum), mézgás éger (Alnus glutinosa), (Anemone sylvatica), erdei angyalgyökér (Angelica sylvestris), parlagi macskatalp (Antennaria dioica), borjúpázsit (Anthoxanthum odoratum), nyúlszapuka (Anthyllis vulneraria), bárányüröm (Artemisia pontica), északi fodorka (Asplenium septentrionale), aranyos fodorka (Asplenium trichomanes), csillagőszirózsa (Aster amellus),  gyapjas őszirózsa (Aster oleifolius), gyapjas csűdfű (Astragalus dasyanthus), nagy völgycsillag (Astrantia major), erdei hölgypáfrány (Athyrium filix-femina), Katalin-moha (Atrichum undulatum), nadragulya (Atropa belladonna), (Aulacomnium palustre), erdei sédbúza (Avenella flexuosa), gömbtokú moha (Bartramia pomiformis), közönséges nyír (Betula pendula), fenyérfű (Botriochloa ischaemum), sokcimpájú holdruta (Botrychium multifidum), erdei szálkaperje (Brachypodium sylvaticum), közepes rezgőfű (Briza media), ezüstmoha (Bryum argenteum), erdei gyöngyköles (Buglossoides purpureo-coerula), (Calliergon cuspidatum), hegyes moha (Calliergonella cuspidata), csarab (Calluna vulgaris), baracklevelű harangvirág (Campanula persicifolia), terebélyes harangvirág (Campanula patula), (Campylium polygamum), hagymás fogasír (Cardamine bulbifera), ikrás fogasír (Cardamine glanduligera), közönséges dercevirág (Cardaminopsis arenosa), rezgő sás (Carex brizoides), hengeres sás (Carex diandra), sárga sás (Carex flava), (Carex lepidocarpa), hegyi sás (Carex montana), fekete sás (Carex nigra), (Carex otrubae), bükksás (Carex pilosa), ritkás sás (Carex remota), molyhos sás (Carex tomentosa), rókasás (Carex vulpina), szártalan bábakalács (Carlina acaulis), útszéli imola (Centaurea micranthos), parázsmoha (Ceratodon purpureus), érdes tócsagaz (Ceratophyllum demersum), fűszeres baraboly (Chaerophyllum aromaticum), buglyos zanót (Chamaecytisus austriacus), parajlibatop (Chenopodium bonus-hemricus), faluszéli libatop (Chenopodium urbicum), ernyős körtike (Chimaphila umbellata), aranyos veselke (Chrysosplenium alternifolium), gyapjas aszat (Cirsium eriophorum), mocsári aszat (Cirsium palustre), csermelyaszat (Cirsium rivulare), havasi iszalag (Clematis alpina), fácskamoha (Climacium dendroides), húsos som (Cornus mas), veresgyűrű som (Cornus sanguinea), pannon madárbirs (Cotoneaster matrensis), fekete madárbirs (Cotoneaster niger), tátorján (Crambe tataria), magyar zörgőfű (Crepis pannonica), (Cruciata verna), barna palka (Cyperus fuscus), széleslevelű ujjaskosbor (Dactylorhiza majalis), háromfogfű (Danthonia decumbens), farkasboroszlán (Daphne mezereum), gyepes sédbúza (Deschampsia cespitosa), barátszegfű (Dianthus carthusianorum), dunai szegfű (Dianthus collinus), közönséges seprűmoha (Dicranum scoparium), (Dicranum undulatum), nagyezerjófű (Dictamnus albus), erdei pajzsika (Dryopteris filix-mas), piros kígyószisz (Echium maculatum), apró csetkáka (Eleocharis acicularis), erdei zsurló (Equisetum sylvaticum), mocsári nőszőfű (Epipactis palustris), keskenylevelű gyapjúsás (Eriophorum angustifolium), széleslevelű gyapjúsás (Eriophorum latifolium), halványsárga repcsény (Erysimum wittmannii), erdei kutyatej (Euphorbia amygdaloides), farkas kutyatej (Euphorbia cyparissias), színeváltó kutyatej (Euphorbia epithymoides), bibircses kecskerágó (Euonymus verrucosus), juhcsenkesz (Festuca ovina), réti csenkesz (Festuca pratensis), sziklai csenkesz (Festuca pseudodalmatica), vörös csenkesz (Festuca rubra), pusztai csenkesz (Festuca rupicola), vékony csenkesz (Festuca valesiaca), réti legyezőfű (Filipendula ulmaria), magas kőris (Fraxinus excelsior), erdei sárgaárvacsalán (Galeobdolon luteum), szürke galaj (Galium glaucum), közönséges galaj (Galium mollugo), Szent László-tárnics (Gentiana cruciata), kornistárnics (Gentiana pneumonanthe), (Gentianella amarellam), mocsári gólyaorr (Geranium palustre), nehézszagú gólyaorr (Geranium robertianum), piros gólyaorr (Geranium sanguineum), réti kardvirág (Gladiolus imbricatus), iszapgyopár (Gnaphalium uliginosum), (Grimmia muehlenbeckii), (Hedwigia albicans), (Hedwigia ciliata),  közönséges napvirág (Helianthemum ovatum), rezes hölgymál (Hieracium aurantiacum), ezüstös hölgymál (Hieracium pilosella), olasz hölgymál (Hieracium sabaudum), békatutaj (Hydrocharis morsus-ranae), emeletes moha (Hylocomium proliferum),  ciprusmoha (Hypnum cupressiforme), erdei nebáncsvirág (Impatiens noli-tangere), kardlevelű peremizs (Inula ensifolia), hengerfészkű peremizs (Inula germanica), borzas peremizs (Inula hirta), fűzlevelű peremizs (Inula salicina), magyar nőszirom (Iris aphylla subsp. hungarica), szibériai nőszirom (Iris siberica), tarka nőszirom (Iris variegata), erdei galambvirág (Isopyrum thalictroides), hegyi kékcsillag (Jasione montana), sárga kövirózsa (Sempervivum globiferum subsp. hirtum), (Juncus bufonius), békaszittyó (Juncus effusus), deres szittyó (Juncus inflexus), réti lednek (Lathyrus pratensis), apró békalencse (Lemna minor), keresztes békalencse (Lemna trisulca), fehérlő vánkosmoha (Leucobryum glaucum), közönséges fagyal (Ligustrum vulgare), angolperje (Lolium perenne), fehér perjeszittyó (Luzula luzuloides), kígyózó korpafű (Lycopodium annotinum), lapos korpafű (Lycopodium complanatum), tölcséres korpafű (Lycopodium tristachyum), pénzlevelű lizinka (Lysimachia nummularia) , közönséges lizinka (Lysimachia vulgaris), árnyékvirág (Majanthemum bifolium), európai struccpáfrány (Matteuccia struthiopteris), réti csormolya (Melampyrum pratense), lómenta (Mentha longifolia), gyöngyperje (Melica ciliata), erdei szélfű (Mercurialis perennis), magyar kőhúr (Minuartia hirsuta subsp. frutescens), egyvirágú kiskörtike (Moneses uniflora), mocsári nefelejcs (Myosotis palustris), apró nefelejcs (Myosotis stricta), szőrfű (Nardus stricta), közönséges kígyónyelv (Ophioglossum vulgatum), agárkosbor (Orchis morio), bíboros kosbor (Orchis purpurea), bodzaszagú ujjaskosbor (Orchis sambucina), erdei madársóska (Oxalis acetosella), fehérmájvirág (Parnassia palustris), baracklevelű keserűfű (Persicaria maculosa), zöld pántlikafű (Phalaris arundinacea), (Philonotis fontana), gumós macskahere (Phlomis tuberosa), erdei varjúköröm (Phyteuma spicatum), nagy útifű (Plantago major), egynyári perje (Poa annua), ligeti perje (Poa nemoralis), magyar perje (Poa pannonica), réti perje (Poa pratensis), sovány perje (Poa trivialis), széleslevelű salamonpecsét (Polygonatum latifolium), soktérdű salamonpecsét (Polygonatum odoratum), pávafarkú salamonpecsét (Polygonatum verticillatum), édesgyökerű páfrány (Polypodium vulgare), pillás szőrmoha (Polytrichum piliferum), fehér nyár (Populus alba), rezgő nyár (Populus tremula), (Porella platyphylla), homoki pimpó (Potentilla arenaria), vörösszárú pimpó (Potentilla heptaphylla), henye pimpó (Potentilla supina), közönséges gyíkfű (Prunella vulgaris), csepleszmeggy (Prunetum fruticosa), vadcseresznye (Prunus avium), sajmeggy (Prunus mahaleb), kökény (Prunus spinosa), törpe mandula (Prunus tenella), halvány gyopár (Pseudognaphalium luteo-album), leánykökörcsin (Pulsatilla grandis), hegyi kökörcsin (Pulsatillo montana), (Quercus dalechampii), kocsánytalan tölgy (Quercus petraea), erdélyi kocsánytalan tölgy (Quercus polycarpa), molyhos tölgy (Quercus pubescens), kocsányos tölgy (Quercus robur), (Racomitrium canescens), réti boglárka (Ranunculus acris), kúszó boglárka (Ranunculus repens), hamuszínű moha (Rhacomitrium canescens), (Rhytidium rugosum),  havasi ribiszke (Ribes alpinum), parlagi rózsa (Rosa gallica), havasalji rózsa (Rosa pendulina), jajrózsa (Rosa spinosissima), juhsóska (Rumex acetosella), csigolya bokorfűz (Salix purpurea), fehér fűz (Salix alba), füles fűz (Salix aurita), hamvas fűz (Salix cinerea), parti fűz (Salix elaeagnos), törékeny fűz (Salix fragilis), mandulalevelű fűz (Salix triandra), kosárkötő fűz (Salix viminalis), enyves zsálya (Salvia glutinosa), ligeti zsálya (Salvia nemorosa), mezei zsálya (Salvia pratensis), vízi rucaöröm (Salvinia natans), fürtös bodza (Sambucus racemosa), őszi vérfű (Sanguisorba officinalis), fürtös kőtörőfű (Saxifraga paniculata), közönséges erdeikáka (Scirpus sylvaticus), nagylevelű koronafürt (Securigera elegans), tarka koronafürt (Securigera varia), borsos varjúháj (Sedum acre), bablevelű varjúháj (Sedum maximun), rózsás kövirózsa (Sempervivum marmoreum), szürke gurgolya (Seseli osseum), lisztes berkenye (Sorbus aria), madárberkenye (Sorbus aucuparia), barkócaberkenye (Sorbus torminalis), csavart tőzegmoha (Sphagnum contortum), csónakos tőzegmoha (Sphagnum palustre), karcsú tőzegmoha (Sphagnum recurvum), láperdei tőzegmoha (Sphagnum teres), szirti gyöngyvessző (Spiraea media), bojtos békalencse (Spirodela polyrrhiza), kunkorgó árvalányhaj (Stipa capillata), bozontos árvalányhaj (Stipa dasyphylla), hegyi árvalányhaj (Stipa joannis), csinos árvalányhaj (Stipa pulcherrima), hosszúlevelű árvalányhaj (Stipa tirsa),  réti ördögharaptafű (Succisa pratensis), sátoros margitvirág (Tanacetum corymbosum), kései pitypang (Taraxacum serotinum), sarlós gamandor (Teucrium chamaedrys), tőzegpáfrány (Thelypteris palustris), hegyi kakukkfű (Thymus
pulegioides), kislevelű hárs (Tilia cordata), nagylevelű hárs (Tilia platyphalla), gömböskosbor (Traunsteinera globosa), aranyzab (Trisetum flavescens), martilapu (Tussilago farfara), hegyi szil (Ulmus glabra,), nagy csalán (Urtica dioica), közönséges rence (Utricularia vulgaris), fekete áfonya (Vaccinium myrtillus), orvosi veronika (Veronica officinalis), tavaszi veronika (Veronica verna), ostorménfa (Viburnum lantana), kányabangita (Viburnum opulus), kaszanyűg bükköny (Vicia cracca), kis meténg (Vinca minor) , sovány ibolya (Viola canina), háromszínű árvácska (Viola tricolor), szurokszegfű (Viscaria vulgaris), erdei berkipimpó (Waldsteinia geoides), vizidarahínár (Wolffietum arrhizae), hegyi szirtipáfrány (Woodsia ilvensis).

### Faunája
A Zempléni-hegység állatvilága rendkívül gazdag, számos fokozottan védett állatfaj megtalálható itt.
Ragadozómadarak közül mindenképpen említést érdemel a szirti sas, amely Magyarországon csak a Zemplénben költ. Vándorsólyom, darázsölyv, parlagi sas, kígyászölyv, békászó sas is fészkel a hegységben. 8 bagolyfajunkból 6 megtalálható a területen.
A közelmúltban 1-2 vízirigó pár költéséről biztosan tudunk. Fészkel itt még fekete gólya, számos harkályféle, köztük a fokozottan védett fehérhátú fakopáncs és énekesmadaraink zöme.
Az utóbbi évtizedekben elterjedt lett Magyarországon, így a Zempléni-hegységben is a hiúz, a szürke farkas és a barna medve is. A területen állandó emlősfajok közé tartozik a vaddisznó, vörös róka, muflon, őz, gímszarvas, nyuszt, nyest, hermelin, borz.
Megfigyelhető a foltos szalamandra, alpesi gőte, pettyes gőte, zöld gyík, barna varangy, sárga- és vöröshasú unka, a fokozottan védett keresztes vipera, erdei sikló és rézsikló.
A hegyi patakokban már sok védett halfajt lejegyeztek. Védett és ismert rovaraink közül a havasi cincér, nagy- és kis szarvasbogár, hegyi szitakötő él a hegységben.

## Domborzat
A Zempléni-hegység az Északi-középhegység részét képezi. Legmagasabb hegyeként a Nagy-Milicet (895 m) szokták megjelölni. A 100 legmagasabb magyar hegycsúcs listáján négy zempléni található.
Vulkanikus eredetű, kőzetanyaga a riolit és az andezit, illetve ezek tufája. A vulkánosság fiatalabb, mint az Északi-középhegység többi tagjáé, a miocén korszak végén alakult ki. Leglátványosabban fennmaradt vulkáni tevékenység tanújelét mutató hegye a Kopasz-hegy (Tokaji-hegy). Délkeleti és délnyugati része puha tufa, amelyet vastag lösz borít, ez a Hegyalja nevű híres szőlőtermő vidék.

## Turizmus
A Zempléni-hegység meredek csúcsaira várakat építettek, sok közülük romos:
- Boldogkői vár
- Sárospatakon a Rákóczi-vár
- Regéci vár
- Szerencsi vár
- Füzéri vár
- Újhely vára

## Hegyek
A Zempléni-hegység hegyeinek listája
- Borsó-hegy, Gönc és Hejce
- Kánya-hegy, Telkibánya
- Dobogó, Gönc
- Őr-hegy, Gönc
- Gergely-hegy, Hejce
- Sátor-hegy, Abaújszántó
- Árpád-hegy, Szerencs
- Nagy-hegy, Bekecs
- Fekete-hegy, Szerencs és Golop
- Farkas-tető, Monok
- Szokolya-hegy, Erdőbénye
- Kopasz-hegy, Tokaj
- Pál-hegy, Hollóháza
- Mocsárka-hegy, Baskó
- Korom-tető, Füzérradvány
- Nagy-Milic, Füzér
- Nagy-Korsós Sima
- Megyer-hegy Károlyfalva
- Magas-hegy (Sátor-hegyek) Sátoraljaújhely